# 大興寺 (三豊市)
大興寺（だいこうじ）は、香川県三豊市にある真言宗善通寺派の寺院。小松尾山（こまつおざん）、不動光院（ふどうこういん）と号す。本尊は薬師如来。四国八十八箇所第六十七番札所。
- 本尊真言 : おん ころころ せんだりまとうぎ そわか
- ご詠歌 : 植えおきし小松尾寺（でら）を眺むれば　法（のり）の教えの風ぞふきぬる

## 沿革
寺伝によれば、天平14年（742年）に東大寺の末寺として建立された。その後、最澄の影響で天台宗となる。火災により焼失していた諸堂を、嵯峨天皇の勅願によって空海（弘法大師）が弘仁13年（822年）に熊野三所権現を鎮護する霊場として再興し、また、本尊に薬師如来と脇侍に不動明王と毘沙門天を刻んで堂宇を建立し安置したという。その後も東大寺の末寺として真言宗24坊、天台宗12坊の僧堂が連ね、空海と最澄の教えを修行する道場として栄えた。
寺の説明では、天正年間（1573年 – 1592年）に長宗我部元親の兵火によって本堂以外を焼失したとあるが諸記録では1596年に大破(理由は未記載)したとあり長曾我部元親は関係ないと思われる。慶長2年（1597年）に南東約1 kmの現在地である小松尾の末坊（泉上坊や乗林坊）があった所に移転し仮本堂が建てられ、寛文9年（1669年）に本堂が建立されたものの再び焼失、現在の本堂は寛保元年（1741年）に再建された。
なお、境内南側の熊野三所権現は明治の神仏分離までは当寺住職が別当を兼ねていた。また、昭和の末までは地元でもっぱら、地名から小松尾寺と呼ばれていたが、現在は正式名の大興寺に統一されている。

## 境内
- 山門（仁王門）：文保2年（1318年）建立され、寛政8年（1796年）に8年かかって現在地に再興。仁王像は鎌倉時代中期に造られ寛政2年(1790)に彩色修繕されたもので四国で一番大きい。
- 本堂：寛保元年（1741年）に再建されたもの。宮殿には本尊および脇仏・不動明王立像と毘沙門天立像が扉は別であるが同じ空間に入れられている。また両脇陣には十二神将（堪慶の作）が6体ずつに分けられ置かれている。また宮殿背後の左側には閻魔大王とその脇侍がいる。60年に一度、本尊の御開帳が行われており、近年では2017年3月26日から5月8日まで行われた[2]。なお、前回御開帳時に本尊修復が行われたが今回は修復の必要はなく、御開帳後は本堂後ろに新設された収蔵庫に置かれる。
- 大師堂：脇陣には、胎蔵大日如来坐像と如意輪観音。春秋の彼岸の日開帳される。
- 天台大師堂：天台大師坐像を祀る。
- 石造五輪塔：正面からの石段の中段にある。元はここに大師堂があった[3]
- 相生の松：三鈷の松は本堂側の前にある。
- 熊野三所権現：向かって右に熊野三所権現、左に少し小さい荒魂神社の祠がある。
- 鐘楼
- 本坊
- 句碑：石段を上り切った鐘楼前に「へんろ笠さぬき路となり古びけ里」がある。

小さい川をわたり仁王門をくぐると石段があり、94段上り詰めると右に鐘楼左に手水舎、正面に本堂、本堂の左奥に弘法大師堂、右奥に天台大師堂がある。本堂の向って左側が納経所になっている。なお、本堂の裏側からなら階段を登らずに本堂に至ることができるが、納経をお願いすると仁王門から入り直しなさいと断られる。熊野三所権現は、境内の東側に一段高くなっていて祀られている。
- 宿坊：なし
- 駐車場：山門の横に無料で、普通車10台。大型5台。

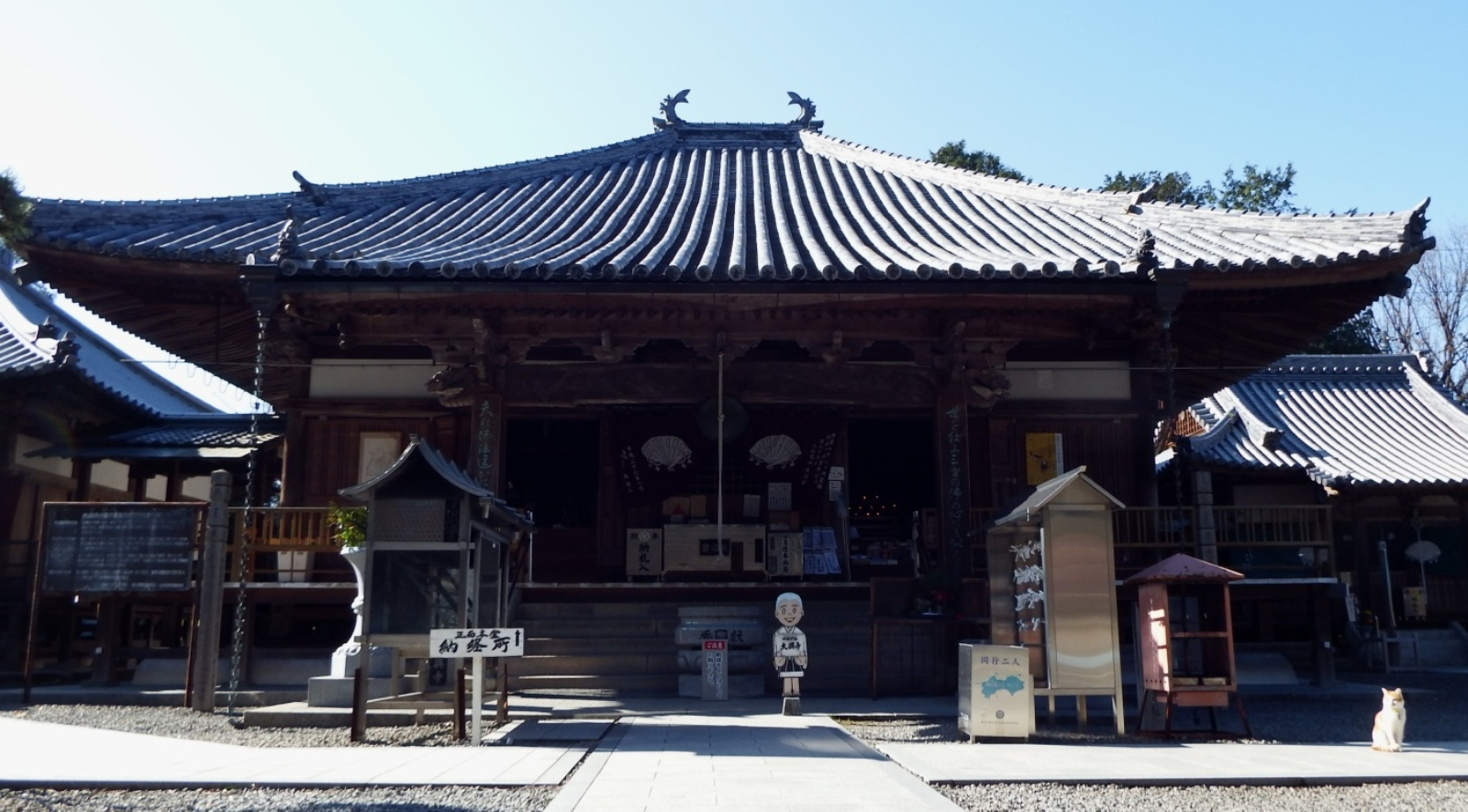
本堂
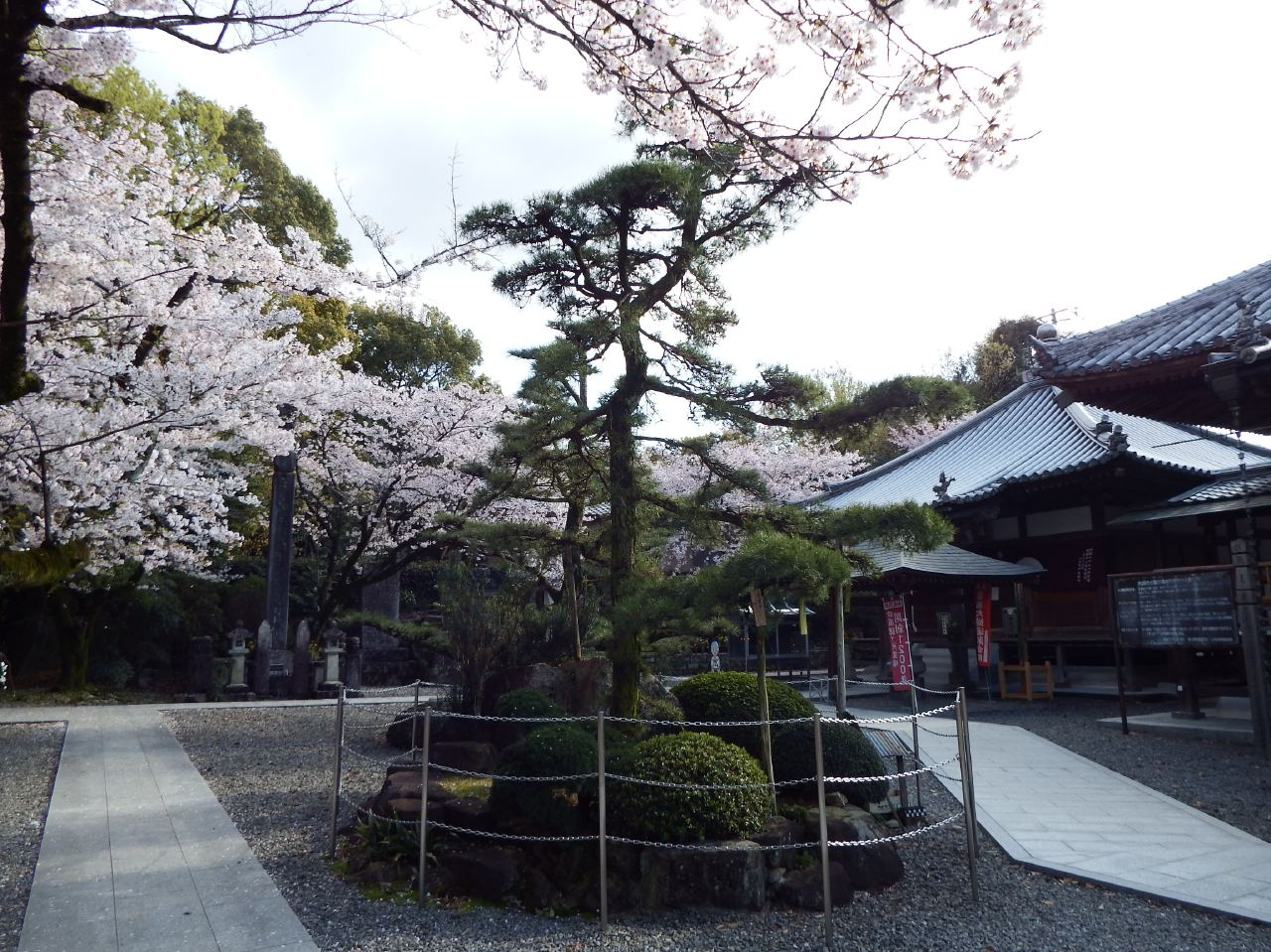
大師堂と三鈷の松
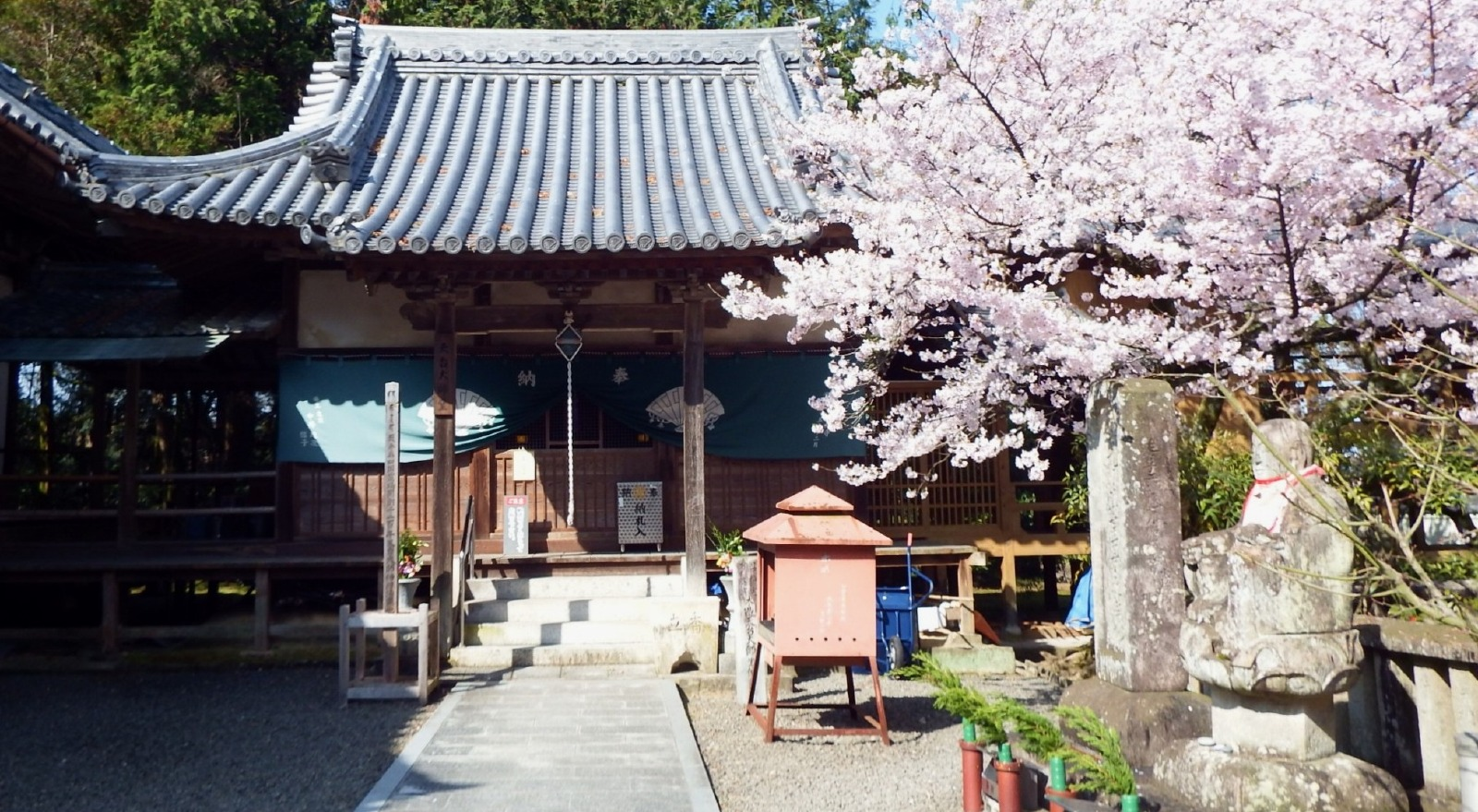
天台大師堂
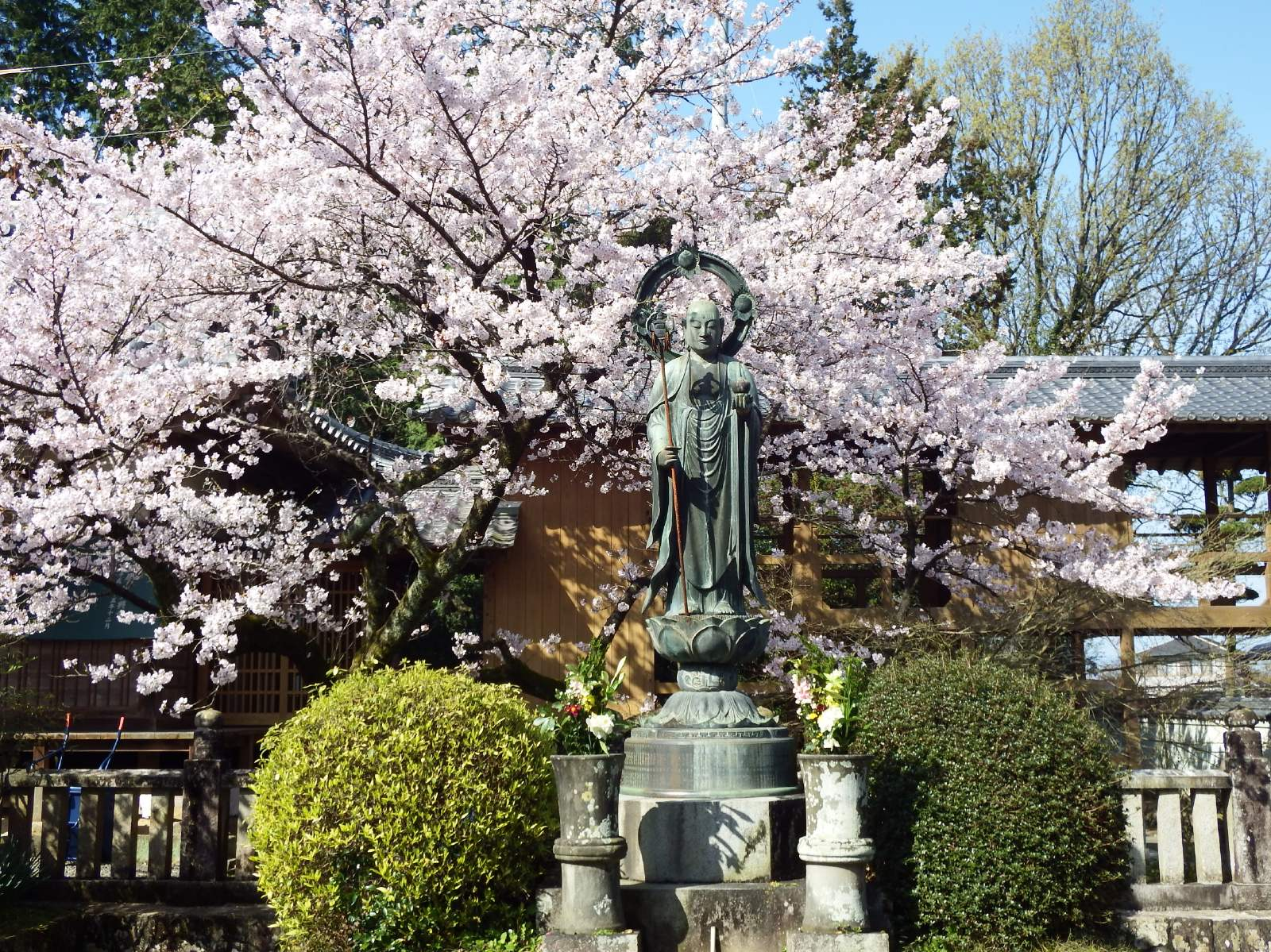
池の中の地蔵菩薩
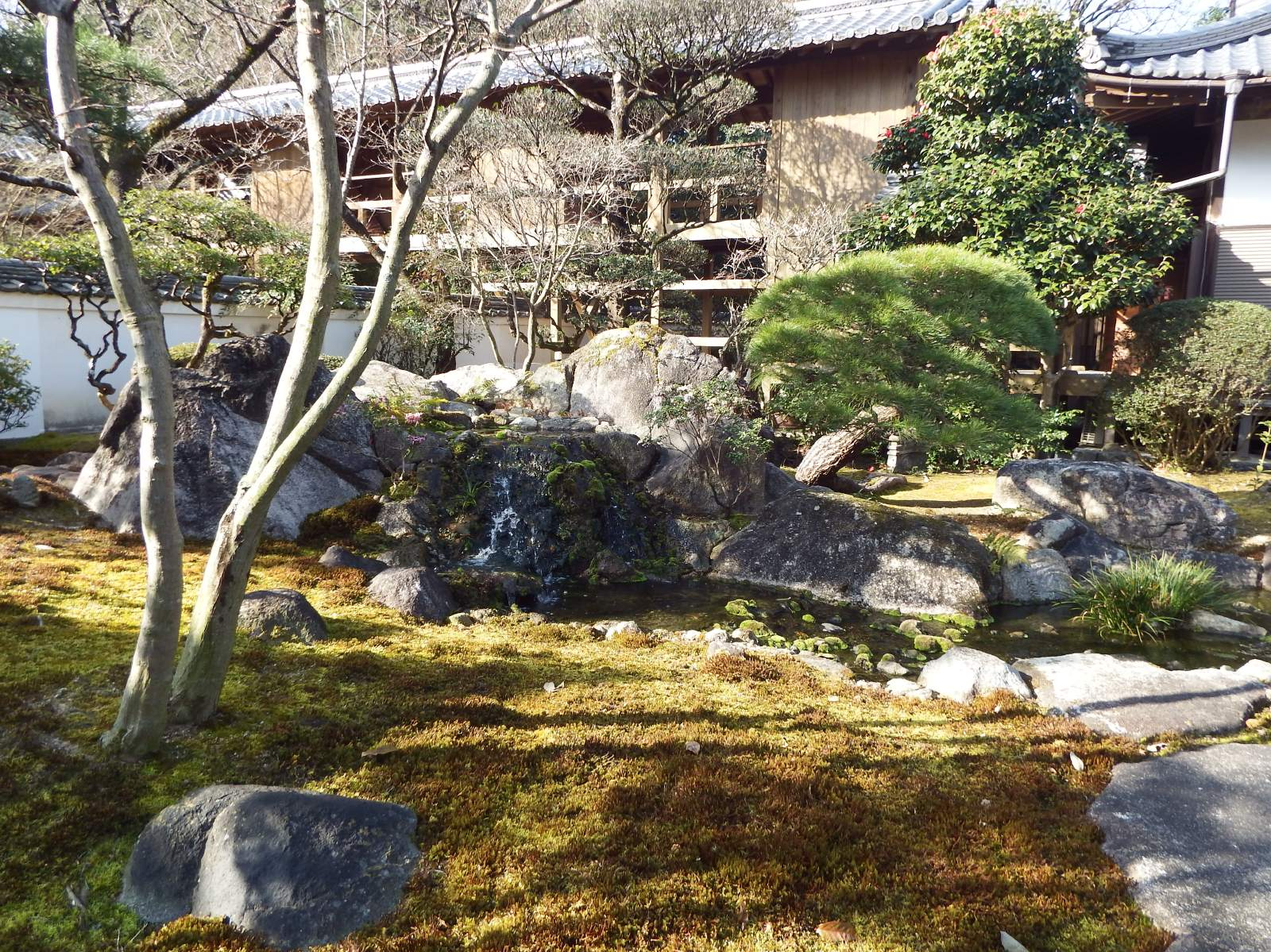
本坊庭園
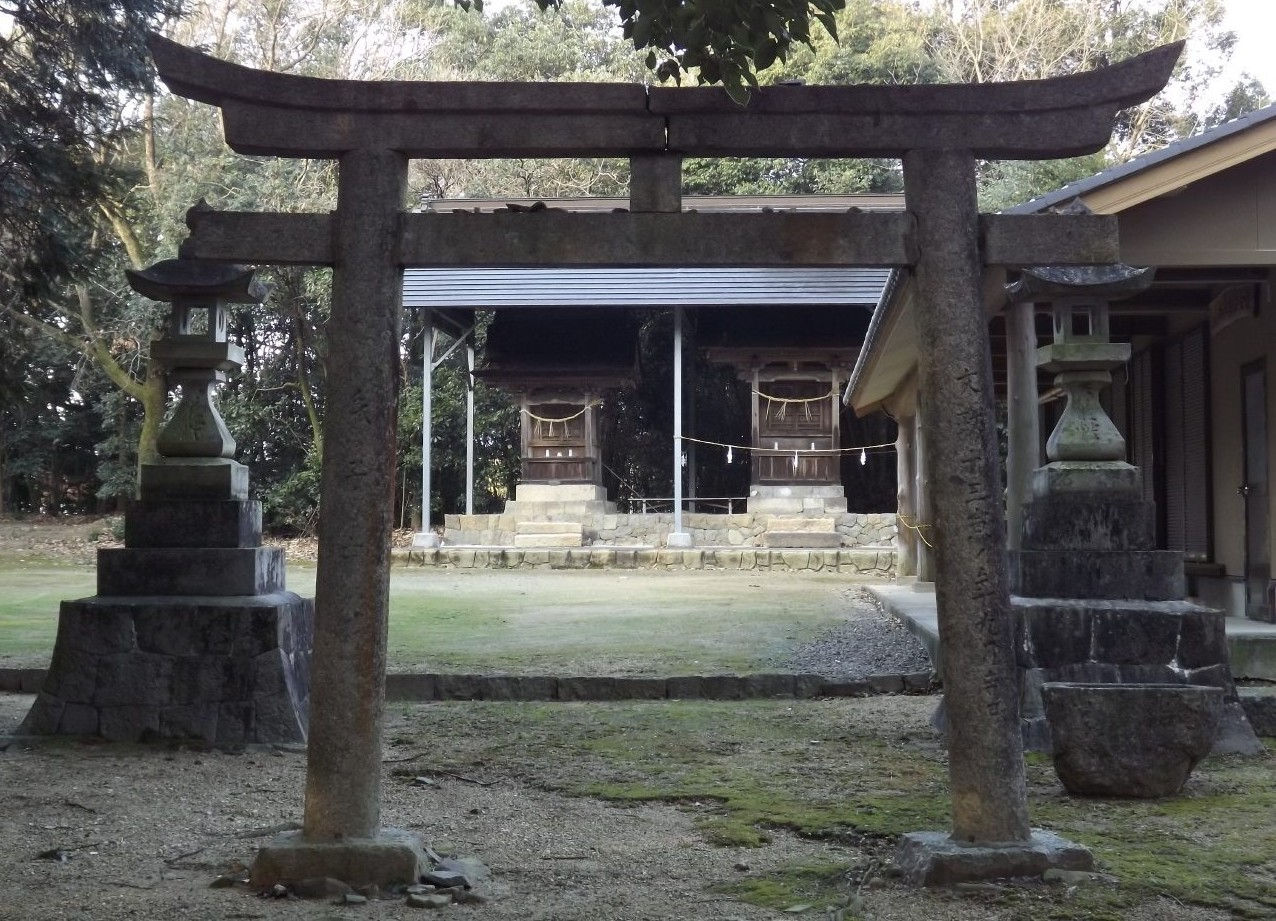
熊野三所権現

## 文化財
国の史跡
- 讃岐遍路道 大興寺道：雲辺寺より当寺にいたる遍路道の約9 kmのうち約1.6 kmの区間。起点付近に2基の遍路墓があり、33丁石付近には武田徳右衛門（18世紀後半から19世紀初頭）が設置した道標や白藤大師堂跡や遍路墓が残る。令和7年6月20日答申[4]。

香川県指定有形文化財
- 木造薬師如来坐像（本尊）：檜の寄木造り、像高84 cm、平安時代後期作、昭和44年4月3日指定[5][6]。
- 木造天台大師坐像：像高77.2 cm、檜の寄木造り、天台宗第三祖智顗の像、1276年法橋佐慶作、昭和44年4月3日指定[5][6]。
- 木造「大興寺」扁額：縦76.3 cm、横45.4 cm、厚さ5.2 cmの桧材、文永四年（1267年）藤原経朝の書、昭和49年6月15日指定[6]。
- 木造金剛力士像：3.14 m、伝・運慶作（実際の作者は不明）、鎌倉時代、昭和51年6月29日指定[5][6]。
- 木造弘法大師坐像：像高74.0 cm、1276年佑慶作、平成29年4月4日指定（木造天台大師坐像に追加指定）[5]。

三豊市指定有形文化財
- 梵鐘：貞享2年 (1685年) 鋳造、昭和45年11月6日指定[7]。

三豊市指定史跡

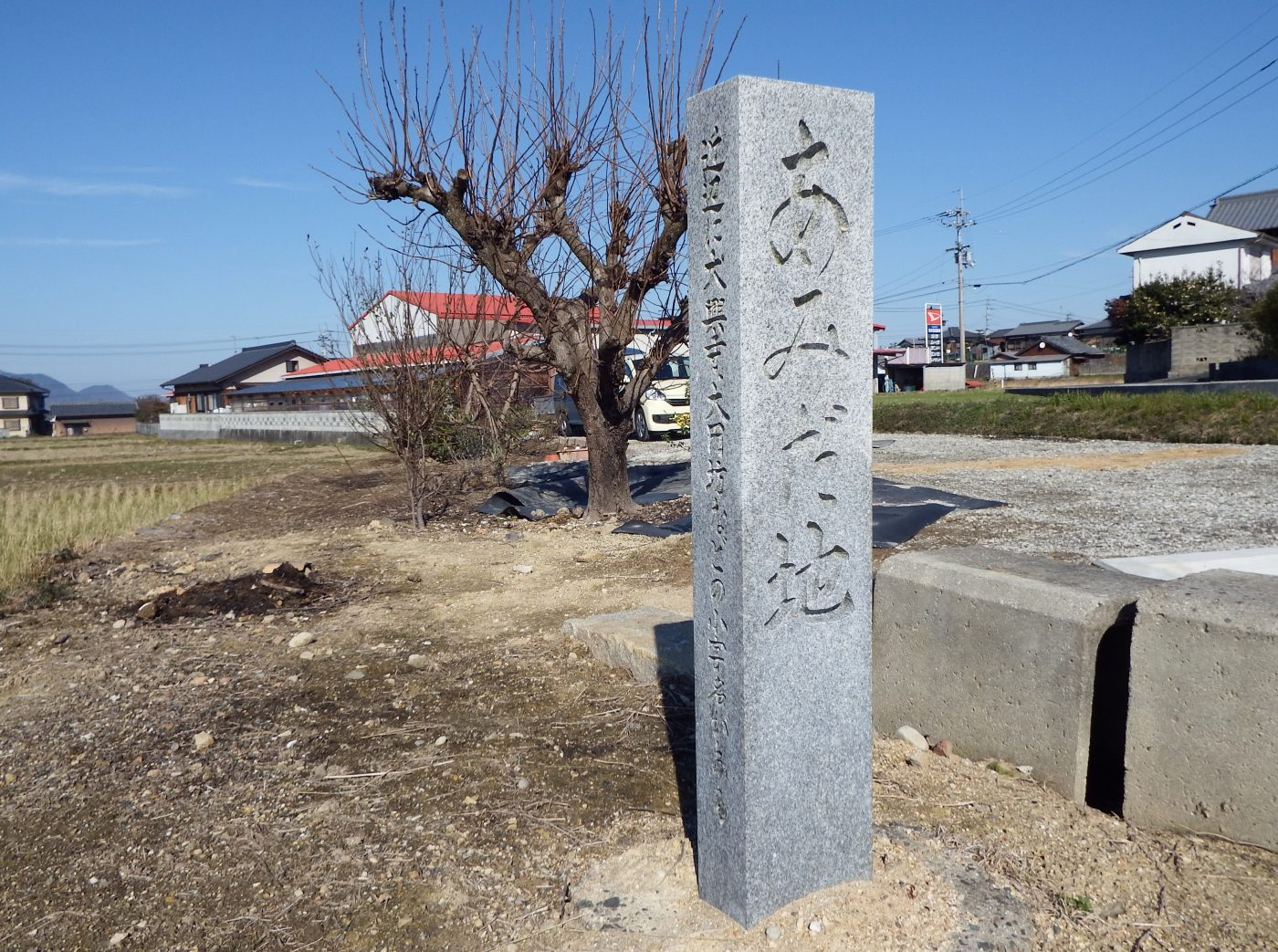
あみだ地

- あみだ地：大興寺の草創期の仏堂跡と伝えられ、近辺に大興寺、大円坊などの小字名がある。昭和60年12月山本町教育委員会が石碑を建立。昭和4年11月3日指定[7]。

香川県指定自然記念物

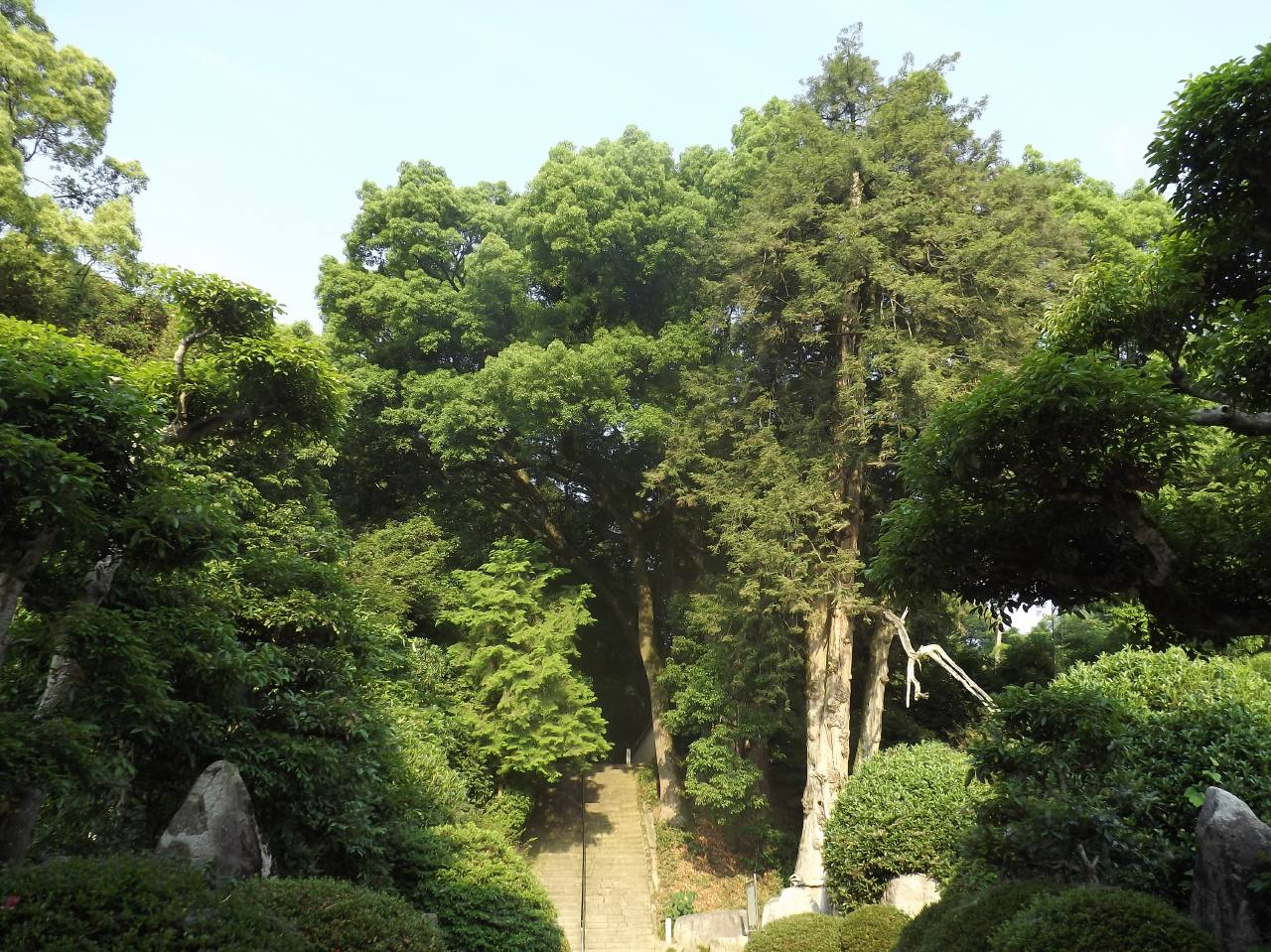
カヤとクス

- 小松尾寺のカヤ：樹高20 m、胸高幹周3.92 m、樹齢およそ1,200年、山門を入ってすぐ右にある。昭和51年3月23日指定[8]。

香川県保存木
- 小松尾寺のクス ：樹齢700年余、樹高24 m、胸高幹周7.5 m、昭和55年3月11日指定[9]。

## 交通案内
鉄道
- 四国旅客鉄道（JR四国）予讃線 – 観音寺駅 (7.3 km)

道路
- 一般道：国道377号 山本町辻 (1.1 km)
- 自動車道：高松自動車道 さぬき豊中IC (7.9 km)

## 前後の札所
四国八十八箇所
66 雲辺寺 --(9.4 km)-- 67 大興寺 --(8.7 km)-- 68 神恵院